# 삼치
삼치(영어: Scomberomorini, 일반 명칭은 영어: Spanish mackerels or seerfishes)는 고등어과의 물고기이다.

## 외형
몸길이 1m쯤 되며 체고는 체장의 약 1/5이다. 몸은 연청색이고 등쪽에는 청갈색 무늬가 흩어져 있다. 배는 흰색이다.
이빨이 매우 날카로워 주의해야한다

## 생활
일반적으로 봄에서 여름에 걸쳐 연안으로 이동하여 알을 낳고, 가을과 겨울에 걸쳐 외해로 회유하여 겨울을 난다. 삼치는 멸치·까나리·정어리 등 작은 물고기를 잡아먹는다. 한반도로 이동해 오는 삼치는 주로 멸치를 먹고 살기 때문에, 삼치 어장과 멸치의 분포는 서로 상관 관계가 있는 것으로 알려져 있다.

## 산란
한국에서는 6-8월경 수온이 16-21℃일 때 경사가 완만하고 수심이 얕은 곳에서 알을 낳는다. 부화한 지 1년 정도 지나면 몸길이 50cm, 몸무게 1kg이 될 정도로 성장이 빠르며, 3년 정도 지나면 몸길이 1m에 몸무게 5kg에 이른다. 살이 통통하고 맛이 좋아 삼치구이·삼치조림을 많이 해 먹는다. 한국에서는 황해와 남해에 많고, 일본·하와이 제도·오스트레일리아·블라디보스토크까지 넓게 분포한다.

## 제철
한국에서 삼치가 가장 맛있는 시기는 10월부터 2월 사이이다.

## 참고 문헌
- 이 문서에는 다음커뮤니케이션(현 카카오)에서 GFDL 또는 CC-SA 라이선스로 배포한 글로벌 세계대백과사전의 내용을 기초로 작성된 글이 포함되어 있습니다.